# Lekkoatletyka na Letnich Igrzyskach Olimpijskich 1928 – sztafeta 4 × 100 m kobiet
Bieg sztafetowy 4 × 100 metrów kobiet – był jedną z konkurencji lekkoatletycznych rozgrywanych podczas igrzysk olimpijskich w Amsterdamie. Zawody odbyły się 4 i 5 sierpnia 1928 roku.

## Wyniki

### Runda eliminacyjna
Trzy najlepsze drużyny z każdego biegu zakwalifikowały się do finału
Bieg 1
| Pozycja | Państwo  | Zawodnicy                                                              | Czas | Uwagi |
| ------- | -------- | ---------------------------------------------------------------------- | ---- | ----- |
| 1.      | Kanada   | Fanny Rosenfeld, Ethel Smith, Florence Bell, Myrtle Cook               | 49,3 | Q     |
| 2.      | Holandia | Lies Aengenendt, Rie Briejèr, Nettie Grooss, Bets ter Horst            | 50,4 | Q     |
| 3.      | Francja  | Georgette Gagneux, Yolande Plancke, Marguerite Radideau, Lucienne Velu | 51,0 | Q     |
| 4.      | Szwecja  | Maud Sundberg, Inga Gentzel, Emy Pettersson, Ruth Svedberg             | 53,2 |       |

Bieg 2
| Pozycja | Państwo           | Zawodnicy                                                                | Czas | Uwagi |
| ------- | ----------------- | ------------------------------------------------------------------------ | ---- | ----- |
| 1.      | Stany Zjednoczone | Mary Washburn, Jessie Cross, Loretta McNeil, Betty Robinson              | 49,8 | Q     |
| 2.      | Niemcy            | Rosa Kellner, Helene Schmidt, Anni Holdmann, Helene Junker               | 49,8 | Q     |
| 3.      | Włochy            | Luigia Bonfanti, Giannina Marchini, Derna Polazzo, Vittorina Vivenza     | b.d. |       |
| 4.      | Belgia            | Elise Van Truyen, Rose Van Crombrugge, Juliette Segers, Léontine Stevens | b.d. |       |

### Final
| Pozycja | Państwo           | Zawodnicy                                                              | Czas | Uwagi |
| ------- | ----------------- | ---------------------------------------------------------------------- | ---- | ----- |
| złoto   | Kanada            | Fanny Rosenfeld, Ethel Smith, Florence Bell, Myrtle Cook               | 48,4 | WR    |
| srebro  | Stany Zjednoczone | Mary Washburn, Jessie Cross, Loretta McNeil, Betty Robinson            | 48,8 |       |
| brąz    | Niemcy            | Rosa Kellner, Helene Schmidt, Anni Holdmann, Helene Junker             | 49,0 |       |
| 4.      | Francja           | Georgette Gagneux, Yolande Plancke, Marguerite Radideau, Lucienne Velu | 49,6 |       |
| 5.      | Holandia          | Lies Aengenendt, Rie Briejèr, Nettie Grooss, Bets ter Horst            | 49,8 |       |
| 6.      | Włochy            | Luigia Bonfanti, Giannina Marchini, Derna Polazzo, Vittorina Vivenza   | 53,6 |       |